# تترای چشم قرمز
تترا چشم قرمز با نام علمی Moenkhausia sanctaefilomenae، گونه ای از خانواده تترا ها بومی حوضه رودخانه سائو فرانسیسکو ، پارانا علیا، رود پاراگوئه و رود اروگوئه در شرق و مرکز آمریکای جنوبی است. این ماهی آب شیرین معمولاً در آکواریوم ها نگهداری می شود و در مراکز تجاری در اروپای شرقی و آسیا به تعداد زیاد پرورش داده می شود. [۳] تترا چشم قرمز یکی از محبوب‌ترین ماهی‌های آکواریومی است که این محبوبیت به دلیل قابلیت تربیت و آموزش دادن گروهی این گونه است.
این گونه می تواند تا ۷ سانتیمتر (۲٫۸ اینچ) رشد کند و تقریباً تا ۵ سال زندگی کنند. [۲] تترا چشم قرمز دارای بدن نقره ای روشن است که توسط ریشه دم سیاه با لبه سفید و یک دایره قرمز نازک و برجسته دور چشمش است. این گونه بخشی از گروهی سه گونه ای مشابه تشکیل شده است، دو گونه دیگر ساکن حوضه پاراگوئه و پارانای بالایی و گونه دیگری بنام M. oligolepis حوضه آمازون و پاراگوئه و گویان زندگی میکند.
تترای نوار زرد نام رایج دیگری برای این گونه است. این ماهی دارای یک نوار زرد رنگ بر روی باله خود است که آن را از تترا شیشه ای متمایز می کند.

## در آکواریوم
این گونه اغلب در دمای ۲۳–۲۸ درجه سانتیگراد(۷۳–۸۲ درجه فارنهایت) نگهداری می شود در آب با سختی (۱۰۰-۱۵۰ میلی گرم در لیتر) با pH خنثی (۷٫۰). یک آکواریوم با گیاهانی در اطراف و سمت عقب و یک منطقه شفاف و باز در قسمت جلو مناسب این گونه میباشد. گزارش شده است که چشم قرمز ها با طیف وسیعی از شرایط آب سازگار هستند.

## تغذیه
این گونه در طبیعت از کرم ها، حشرات، سخت پوستان و مواد گیاهی تغذیه می کند. در آکواریوم، معمولاً انواع غذاهای زنده، تازه و پولکی را می خورند. می توان آن را هم با غذاهای آماده و هم با غذاهای زنده تغذیه کرد.

## پرورش
ماهیهای ماده نسبت به ماهیهای نر شکم های بزرگتر و گردتری دارند. برای پرورش آنها، اغلب از یک مخزن پرورش جداگانه با آب نسبتاً اسیدی و بسیار سبک (4 dGH یا کمتر) استفاده می شود، مخزن پرورش باید به طور متراکم از گیاهان کاشته شده باشد. تترا چشم قرمز تخم ریزی آزاد است، اما در بین ریشه گیاهان شناور نیز تخمگذاری میکند.
هنگامی که تخم ریزی پایان یافت، باید جفت ها را گرفته و جدا کرد، زیرا آنها تخم ها و بچه های تازه از تخم در آمده را میخورند. بچه ها معمولاً یک روز پس از تخمگذاری بیرون می آیند. آکواریوم ها در ابتدا به بچه ماهیها با انفوزوریا ، روتیفرها یا غذاهای پولکی تجاری تغذیه می شوند، سپس آرتمیای تازه تفریخ شده و در نهایت با غذاهای پولکی ریز خرد شده تغذیه می شوند.